# Zastava Občine Bled
Zastava Občine Bled je sestavljena sestavljena iz treh enakoširokih prog, ki si sledijo modra-bela-modra. 
Na sredini bele proge se nahaja grb Občine Bled.